# Jabalí de Calidón

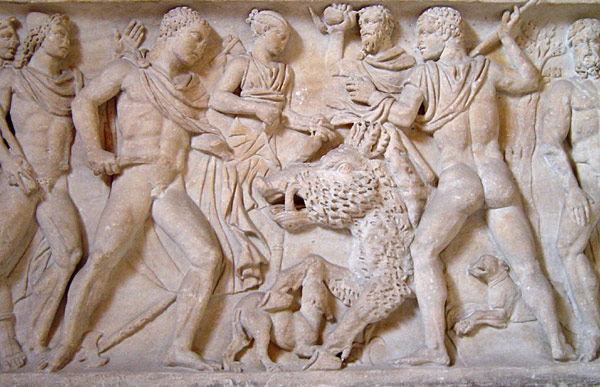
La cacería del Jabalí de Calidón en un friso romano. Museo Ashmolean (Oxford).

El Jabalí de Calidón es un ejemplo de un género de monstruos ctónicos de la mitología griega, cada uno de ellos situados en una ubicación específica, que deben ser derrotados por héroes de la época olímpica. Fue enviado por Artemisa para devastar la región de Calidón en Etolia y halló su final en la Cacería de Calidón, en la que participaron numerosos héroes de la época. Debido a que el suceso mítico reunió a tantos héroes la Cacería de Calidón ofrecía un tema natural en el arte clásico. Así como la busca del vellocino de oro o la guerra de Troya, que tuvieron lugar durante el tiempo de la generación siguiente, la Cacería de Calidón es uno de los nodos en los que se unen muchos mitos griegos.
Sin embargo, aunque tanto Homero como Hesíodo y sus oyentes conocían los detalles de este mito, en ninguna obra que nos haya llegado se unieron las piezas en una sola épica que se convirtiera en la versión clásica. Algunos fragmentos de papiro hallados en Oxirrinco es todo lo que se conserva del relato de Estesícoro Los cazadores del jabalí. El repertorio de mitos llamado la Biblioteca mitológica recoge lo esencial de la historia, que el poeta romano Ovidio hizo suyo con algunos detalles coloridos.

## Mito

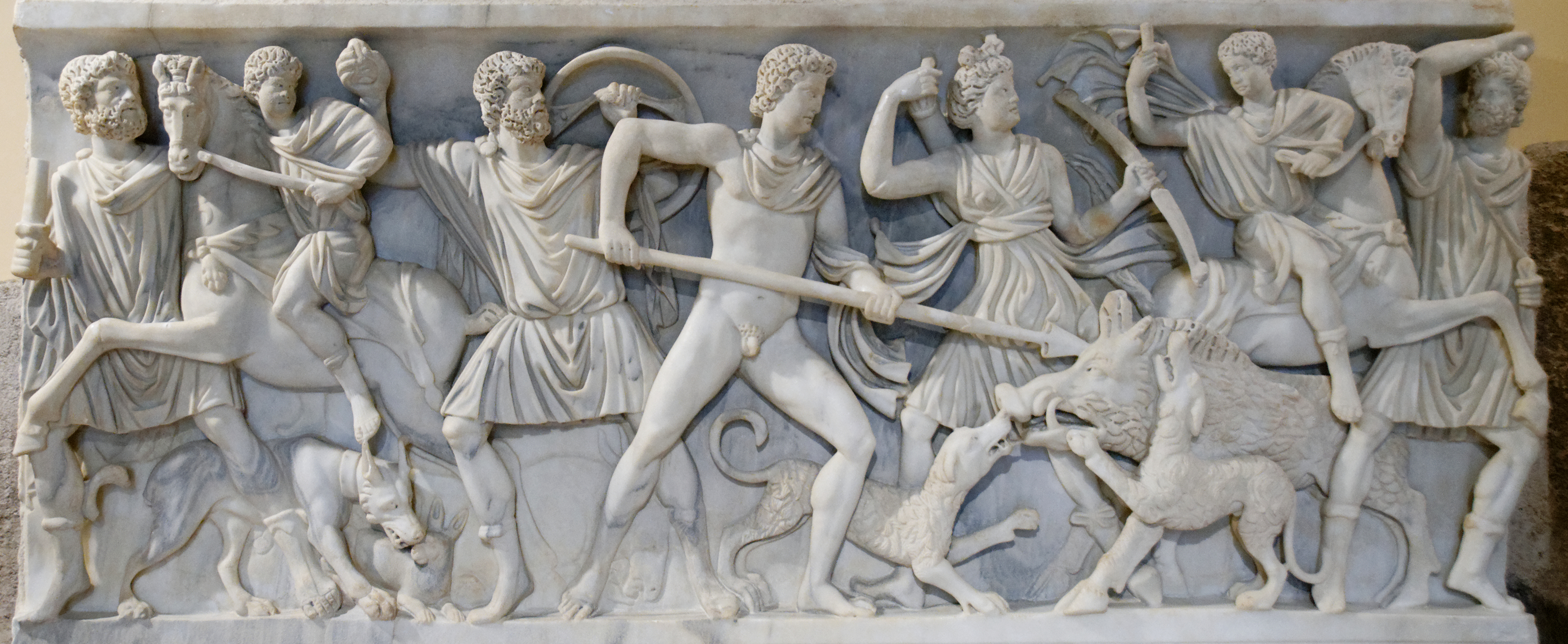
Relieve de un sarcófago romano de mármol hallado en Vicovaro. Palazzo dei Conservatori (Roma).

El rey Eneo de Calidón, una antigua ciudad del centro-oeste de Grecia, al norte del golfo de Patras, celebraba sacrificios anuales en honor de los dioses. Un año el rey olvidó incluir a Artemisa en sus ofrendas. Ofendida, Artemisa soltó al jabalí más grande y feroz imaginable en los alrededores de Calidón, que se comportó como un loco por toda la campiña, destrozando viñedos y cosechas, obligando a la gente a refugiarse dentro de las murallas de la ciudad, donde empezaron a morirse de hambre.
Eneo envió mensajeros a buscar a los mejores cazadores de Grecia, ofreciéndoles la piel y los colmillos del jabalí como premio. Entre los que respondieron estaban Meleagro (el propio hijo de Eneo), algunos de los argonautas y, notablemente para el éxito final de la partida, una mujer: la cazadora Atalanta, la ‘indomable’, que había sido amamantada por Artemisa (transformada en osa) y criada como cazadora; una representante, pues, de la propia Artemisa. La diosa parece haber estado dividida en sus motivos, pues también se dice que envió a la joven cazadora porque sabía que su presencia sería una fuente de conflictos, como de hecho ocurrió: muchos de los hombres, encabezados por Cefeo y Anceo, rehusaron ir de caza con una mujer, y fue el enamorado Meleagro quien los convenció. No obstante, fue Atalanta quien primero logró herir al jabalí con una flecha, aunque fue Meleagro quien lo remató, y le ofreció el premio a ella, que había derramado la primera sangre. «Pero los hijos de Testio, que consideraban vergonzoso que una mujer lograse el trofeo donde los hombres habían participado, le arrebataron la piel, diciendo que era propiamente suya, por derecho de nacimiento, si Meleagro decidía no aceptarla. Enfadado por esto, Meleagro mató a los hijos de Testio y dio de nuevo la piel a Atalanta.» Altea, madre de Meleagro y hermana de los hombres que había matado él, tomó el tizón fatal del cofre donde lo había guardado y lo arrojó una vez más al fuego. Cuando se hubo consumido, Meleagro murió al instante, como habían predicho las Moiras. Así logró Artemisa su venganza contra el rey Eneo.
Durante la cacería, Peleo mató accidentalmente a su anfitrión Euritión. En el curso de la misma y tras ella, muchos de los cazadores se enfurecieron unos con otros, luchando por el botín, y así continuó la venganza de Artemisa: «y la diosa suscitó entonces una clamorosa contienda entre los curetes y los magnánimos aqueos por la cabeza y la hirsuta piel del jabalí.»
La piel de jabalí que se conservaba en el Templo de Atenea Alea en Tegea (Arcadia) era según se dice la del Jabalí de Calidón, «podrida por el tiempo y ya sin ninguna cerda» en la época en la que Pausanias la vio en el siglo II. La Cacería de Calidón era el tema del frontón principal del templo.

### Cazadores
| Participante    | Apolodoro | Higino | Ovidio | Pausanias |
| --------------- | --------- | ------ | ------ | --------- |
| Acasto          | -         | -      | X      | -         |
| Admeto          | X         | X      | X      | -         |
| Alcón (1)       | -         | X      | -      | -         |
| Alcón (2)       | -         | X      | -      | -         |
| Anceo           | X         | X      | X      | X         |
| Anfiarao        | X         | -      | X      | X         |
| Asclepio        | -         | X      | -      | -         |
| Atalanta        | X         | X      | X      | X         |
| Cástor          | X         | X      | X      | X         |
| Cefeo           | X         | -      | -      | -         |
| Céneo           | -         | X      | X      | -         |
| Cometes         | -         | -      | -      | X         |
| Ctéato          | -         | -      | X      | -         |
| Deucalión       | -         | X      | -      | -         |
| Drías o Driante | X         | X      | X      | -         |
| Enésimo         | -         | X      | -      | -         |
| Époco           | -         | -      | -      | X         |
| Equión          | -         | X      | X      | -         |
| Eufemo          | -         | X      | -      | -         |
| Eurípilo        | X         | -      | -      | -         |
| Euritión        | X         | X      | X      | -         |
| Evipo           | X         | -      | -      | -         |
| Fénix           | -         | X      | X      | -         |
| Fileo           | -         | -      | X      | -         |
| Hileo           | -         | -      | X      | -         |
| Hipalmo         | -         | -      | X      | -         |
| Hípaso          | -         | X      | X      | -         |
| Hipótoo         | -         | X      | X      | X         |
| Idas            | X         | X      | X      | -         |
| Ificles         | X         | -      | -      | -         |
| Ificlo          | X         | -      | -      | -         |
| Isquépolis      | -         | -      | -      | X         |
| Jasón           | X         | X      | X      | -         |
| Laertes         | -         | X      | -      | -         |
| Lélege          | -         | -      | X      | -         |
| Leucipo         | -         | X      | X      | -         |
| Linceo          | X         | X      | X      | -         |
| Meleagro        | X         | X      | X      | X         |
| Mopso           | -         | X      | X      | -         |
| Néstor          | -         | -      | X      | -         |
| Panopeo         | -         | -      | X      | -         |
| Pelegón         | -         | -      | X      | -         |
| Peleo           | X         | X      | X      | X         |
| Pirítoo         | X         | -      | X      | X         |
| Plexipo         | X         | X      | X      | X         |
| Pólux           | X         | X      | X      | X         |
| Prótoo          | -         | -      | -      | X         |
| Telamón         | X         | X      | X      | X         |
| Teseo           | X         | X      | X      | X         |
| Toxeo           | -         | -      | X      | -         |
| Yolao           | -         | X      | X      | X         |